# Farol de Vila Real de Santo António
O Farol de Vila Real de Santo António é um farol português que se localiza na margem direita do rio Guadiana, em Vila Real de Santo António, no Algarve.

## História
O Farol de Vila Real de Santo António entrou em funcionamento em janeiro de 1923, após largos anos de discussão quanto ao método de construção, visto estar localizado num local arenoso. A torre, circular, tinha 40 metros de altura e assentava sobre fundações de betão armado. A luz lá instalada, de relâmpagos, era obtida por incandescência de vapor de petróleo e tinha um alcance de 33 M. Ainda hoje está equipado com o aparelho óptico lenticular de Fresnel de terceira ordem com 500 mm de distância focal original.
Em 1927 é electrificado com motores geradores, e posteriormente, em 1947, ligado à rede pública de electricidade, ano em que a máquina de relojoaria que, até então, tinha assegurado o movimento do aparelho óptico foi também substituída por motores eléctricos e a lâmpada por uma outra de 3.000W. Em 1960, os dínamos foram substituídos por alternadores e foi instalado um elevador de acesso à torre. Em 1983, a lâmpada é substituída por uma de 1.000W. Seis anos depois, o farol é automatizado, estando, portanto, desprovido de faroleiros nos dias de hoje.

## Informações
- Uso actual: Ajuda activa à navegação
- O Farol de Vila Real de Santo António encerrado a visitas, por tempo indeterminado, devido a obras de requalificação.[3]